# Selibe Phikwe
Selibe Phikwe   este un oraș  în  partea de est a Botswana, în  districtul  Central. Activitatea economică a localității gravitează în jurul exploatării și prelucrării nichelului.